# Sakurada Jisuke I
Pour les articles homonymes, voir Sakurada.
Sakurada Jisuke I (桜田 治助), né en 1734 à Edo et mort en 1806 dans cette même ville, est un auteur japonais de théâtre kabuki.
Sakurada est élève de Horikoshi Nisoji. En 1762 il se rend à Kyoto en tant qu'auteur dramatique. À partir de 1765 il est le principal auteur au Morita-za (« Théâtre Morita ») à Edo. Il écrit entre autres pour les acteurs Ichikawa Danjūrō III et Ichikawa Danjūrō V. ainsi que pour Matsumoto Kōshirō V. Il a la réputation d'un humoriste à la langue acérée et un maître du genre sewamono (drames de la vie quotidienne).
Outre ses 120 pièces, Sakurada compose 100 drames dansés. Plusieurs de ses pièces, dont Oshiegusa Yoshiwara suzume (1768) et Date kurabe Okuni Kabuki (「伊達競阿国戯場, 1778), sont encore jouées de nos jours.  Son nom est repris par une succession d'élèves dont les plus connus sont Sakurada Jisuke II. et son élève Sakurada Jisuke III.

## Sources
- Encyclopedia Britannica - Sakurada Jisuke I
- Adolphe Clarence Scott: The Kabuki Theatre of Japan, Neuauflage Courier Dover Publications, 1999,  (ISBN 978-0-486-40645-9), p. 233